# Hohenberg-Krusemark
Hohenberg-Krusemark is een gemeente in de Duitse deelstaat Saksen-Anhalt, en maakt deel uit van de Landkreis Stendal.
Hohenberg-Krusemark telt 1.204 inwoners.

## Indeling gemeente
De gemeente bestaat uit de volgende Ortsteile:
- Altenzaun
- Gethlingen
- Groß Ellingen
- Hindenburg
- Klein Ellingen
- Klein Hindenburg
- Osterholz
- Rosenhof
- Schwarzholz

## Geschiedenis
De gemeente werd in 1928 opgericht uit de toenmalige zelfstandige dorpen Hohenberg en Krusemark. Op 31 december 2008 werd de gemeente Hindenburg en op 1 januari 2009 de gemeente Altenzaun geannexeerd.
Aland ·
Altmärkische Höhe ·
Altmärkische Wische ·
Arneburg ·
Bismark (Altmark) ·
Eichstedt (Altmark) ·
Goldbeck ·
Hassel ·
Havelberg ·
Hohenberg-Krusemark ·
Iden ·
Kamern ·
Klietz ·
Osterburg (Altmark) ·
Rochau ·
Sandau (Elbe) ·
Schollene ·
Schönhausen (Elbe) ·
Seehausen (Altmark) ·
Stendal ·
Tangerhütte ·
Tangermünde ·
Vinzelberg ·
Werben (Elbe) ·
Wust-Fischbeck ·
Zehrental